# Křižovnický dvůr (Hloubětín)
Křižovnický dvůr v Hloubětíně je komplex budov hospodářského zázemí pro rytířský řád Křižovníků s červenou hvězdou na mírném návrší ve Starém Hloubětíně v městské části Praze 14 na adrese Hloubětínská čp. 5/28. Od roku 1958 je památkově chráněn.

## Historie
Komplex hospodářských budov křižovnického řádu pochází ve svém jádru z konce 17. století, kolem roku 1800 byl přestavěn ve stylu klasicismu. Stodola získala svou současnou podobu po roce 1841. Ve dvorci byly stáje, podkovářská, kovářská a kolářská dílna. Nacházel se v něm i špitál a fara. Ke dvoru patřily pozemky o rozloze 216 hektarů. V Hloubětíně stál hospodářský dvůr zcela jistě již před třicetiletou válkou. Dodnes není prokázáno, zda současný dvůr navázal na původní válkou poničené budovy nebo byl postaven na novém místě. V letech 1827–1863 byla jedna místnost v obytné části využívána jako třída místní školy. Křižovníci zde buď hospodařili ve vlastní režii nebo dvůr pronajímali. V roce 1881 se nájemcem stal rytíř Bedřich mladší Frey z Freyenfelsu (1835–1901), majitel cukrovaru, mlékárny a starosta v sousedních Vysočanech. V poválečné době využíval dvůr státní statek. V tomto období byla zazděna kolna a do některých budov byly přidány vnitřní příčky. Po Sametové revoluci řád dvůr podle zákona č. 428/2012 Sb. restituoval, k fyzickému předání došlo 15. září 2014.
Na současném území hlavního města Prahy bývaly křižovnické dvory i v Ďáblicích a ve Slivenci.

## Popis areálu
Komplex na obdélníkovém půdoryse se skládá ze čtyř částí. Zachovaly se dvě starší dvoukřídlé budovy na východě a západě, ke kterým na jižní straně přibyla v 19. století stodola, uprostřed dvora je kolna. Přísně symetrický ráz ruší jen k východu vysunutá stodola. K východní straně dříve přiléhala zahrada a sad. Vstup do komplexu je z ulice Klánovická prolukou mezi předzahrádkami, které mají zaoblený půdorys a jejichž zdi byly přistavěny dodatečně. Severní křídlo západní poloviny dvora je obytné.